# Kawasaki Vulcan 500
La Vulcan 500, EN500, Vulcan 500 LTD, fue presentada en 1990. Era una motocicleta tipo crucero, la más pequeña de las motocicletas Vulcan, que se creó para ser un modelo introductorio desde los modelos LTD a la línea de motos Vulcan. La Vulcan 500 tenía el motor de 2 cilindros en línea de 498 cc de la Kawasaki Ninja 500R. La Vulcan 500 fue descontinuada después del modelo de 2009 habiendo sido producida por casi 20 años. La Vulcan 500 fue la succesora de la Vulcan 500 LTD la cual fue succesora de la Kawasaki 454 LTD.